# Gabriel Mamani Magne
Gabriel Mamani Magne (La Paz, 1987) es un escritor y profesor boliviano. Es autor de Seúl, São Paulo, obra con la que ganó el Premio Nacional de Novela de Bolivia en 2019.

## Biografía
Mamani Magne pasó su infancia en la zona norte de la ciudad de La Paz, específicamente en la avenida Periférica.
Estudió Derecho y Sociología en la Universidad Mayor de San Andrés y, posteriormente, cursó una maestría en Literatura en la Universidad Federal de Río de Janeiro.  

### Trayectoria
Gabriel Mamani Magne debutó con la novela para niños Tan cerca de la luna, publicada cuando el autor tenía veinticuatro años y con la que obtuvo el Premio Nacional de Literatura Infantil 2012.
Durante su época en Río de Janeiro comenzó la escritura de dos obras importantes en su carrera literaria: el cuento “Por ahora soy el invierno”, que recibió el Premio Franz Tamayo de Literatura en la categoría cuento, y la novela Seúl, São Paulo. Este último libro obtuvo el Premio Nacional de Novela 2019 y recibió numerosos elogios. El periodista José Pablo Criales, del periódico El País, señaló que “la obra causó un terremoto en la literatura boliviana”. El libro fue publicado también en Argentina y España.   
En 2021, Mamani Magne publicó la novela breve El rehén, finalista del Premio Internacional de Novela Breve Fabla Salvaje. Sobre el libro, la investigadora Mónica Velásquez señaló: "La segunda novela de Gabriel Mamani Magne confirma a una voz potente entre los narradores actuales".

## Obras
- Tan cerca de la luna (Alfaguara Infantil, 2012)
- Seúl, São Paulo (Editorial 3600, 2019; Sorojchi ediciones, 2022; Dum Dum 2023; Periférica 2023)
- El rehén (Dum Dum editora, 2021)

### Premios
- Premio Libro Digital AXS (2010)[12]
- Premio Adela Zamudio de Cuento (2012)
- Premio Nacional de Literatura Infantil (2012)[13]
- Premio Eduardo Abaroa (categoría periodismo cultural, 2015)
- Premio Franz Tamayo de Literatura (2018)[14]
- Premio Nacional de Novela de Bolivia (2019)[15]